# Логойська височина
Логойська височина — частина Мінської височини на півночі Мінської області.
Середня висота до 250 м, максимальна 342 м (Лиса Гора). В рельєфі виділяються ряд дугоподібних пасом з групами куполоподібних пагорбів; середньонегорбистий і впадистий рельєф, поблизу річкових долин прорізаний глибокими ярами і улоговинами.
Височина є частиною вододілу між річками басейну Балтійського та Чорного морів. Тут починаються річки Гайна (басейн Дніпра) та Ілія (басейн Німана).